# Список сучасних оборонно-промислових підприємств
На даному списку розміщуються виробники в галузі оборонної промисловості, їх спеціалізація та країни, яким вони належать.
| Виробник                                                                                         | Спеціалізація                             | Країна          |
| ------------------------------------------------------------------------------------------------ | ----------------------------------------- | --------------- |
| AM General LLC                                                                                   | бронеавтомобілі                           | США             |
| ArmaLite Inc                                                                                     | вогнепальна зброя                         | США             |
| Česká Zbrojovka                                                                                  | вогнепальна зброя                         | Чехія           |
| Dansk Industrie Syndikat AS                                                                      | вогнепальна зброя                         | Данія           |
| Enfield arsenal                                                                                  | вогнепальна зброя                         | Велика Британія |
| Fabricaciones Militares                                                                          | вогнепальна зброя                         | Аргентина       |
| Fabrica de Armas Halcon                                                                          | вогнепальна зброя                         | Аргентина       |
| FN Herstal                                                                                       | вогнепальна зброя                         | Бельгія         |
| Glock                                                                                            | вогнепальна зброя                         | Австрія         |
| Heckler & Koch                                                                                   | вогнепальна зброя                         | Німеччина       |
| Israel Military Industries (нинішня назва - Israel Weapons Industries)                           | вогнепальна зброя                         | Ізраїль         |
| Military Armament Corporation                                                                    | вогнепальна зброя                         | США             |
| Oshkosh Corporation                                                                              | бронеавтомобілі                           | США             |
| Pietro Beretta                                                                                   | вогнепальна зброя                         | Італія          |
| Schmeisser Internationale                                                                        | вогнепальна зброя                         | Німеччина       |
| Smith & Wesson                                                                                   | вогнепальна зброя                         | США             |
| Star Bonifacio Echeverria SA                                                                     | вогнепальна зброя                         | Іспанія         |
| Steyr-Mannlicher                                                                                 | вогнепальна зброя                         | Австрія         |
| Taurus                                                                                           | вогнепальна зброя                         | Бразилія        |
| Textron Marine & Land Systems                                                                    | судна, бронетехніка                       | США             |
| Textron Systems                                                                                  | системи розвідки та спостереження         | США             |
| Walther                                                                                          | вогнепальна зброя                         | Німеччина       |
| Базовий центр критичних технологій «Мікротек»                                                    | радіоприлади                              | Україна         |
| ВАТ «Науково-виробнича корпорація «УралВагонЗавод»                                               | бронетехніка                              | Росія           |
| ВАТ «Російська літакобудівна корпорація «МіҐ»                                                    | авіатехніка                               | Росія           |
| ВО «Південний машинобудівний завод»                                                              | ракетобудування та виробництво супутників | Україна         |
| Державне Київське конструкторське бюро «Луч»                                                     | боєприпаси та прилади                     | Україна         |
| Державне конструкторське бюро «Південне» ім. М.К. Янгеля                                         | ракетобудування та виробництво супутників | Україна         |
| Державне підприємство «Антонов»                                                                  | авіатехніка                               | Україна         |
| Державне підприємство спеціального приладобудування «Арсенал»                                    | прилади, устаткування                     | Україна         |
| Завод імені В.О. Дєгтярьова                                                                      | вогнепальна зброя                         | Росія           |
| Завод імені В.О. Малишева                                                                        | бронетехніка                              | Україна         |
| ЗАТ «Луганський патронний завод»                                                                 | боєприпаси та виробниче обладнання        | Україна         |
| Іжевський машинобудівний завод                                                                   | вогнепальна зброя                         | Росія           |
| Казенне підприємство «Науково-виробниче об'єднання «Форт» Міністерства внутрішніх справ України» | стрілецька зброя та спецзасоби            | Україна         |
| Київське конструкторське бюро «Артилерійське озброєння»                                          | артилерійська зброя                       | Україна         |
| Конотопський авіаремонтний завод                                                                 | авіатехніка                               | Україна         |
| Корпорація «ТАСКО»                                                                               | боєприпаси та прилади                     | Україна         |
| Метровагонмаш                                                                                    | шасі для САУ                              | Росія           |
| Науковий центр точного машинобудування                                                           | вогнепальна зброя та обладнання           | Україна         |
| Науково-виробничий комплекс «Прогрес»                                                            | боєприпаси та прилади                     | Україна         |
| Науково-технічний комплекс «Завод точної механіки»                                               | вогнепальна зброя                         | Україна         |
| Тульське конструкторське бюро приладобудування                                                   | вогнепальна зброя                         | Росія           |
| Харківське конструкторське бюро з машинобудування імені О.О. Морозова                            | бронетехніка                              | Україна         |